# Lisette Croes
Lisette Croes (Hasselt, 28 februari 1939) was een Belgisch senator, volksvertegenwoordiger en Vlaams volksvertegenwoordiger.

## Levensloop
Lisette Lieten-Croes was kleuterleidster en inspectrice in het rijkskleuteronderwijs. Ze werd voor de SP verkozen tot gemeenteraadslid van Zonhoven, een mandaat dat ze van 1977 tot 2000 uitoefende, en was er van 1977 tot 1995 schepen van cultuur. 
Van 1978 tot 1985 was Croes eveneens provincieraadslid van Limburg. Daarna zetelde ze van 1985 tot 1995 als gecoöpteerd senator in de Belgische Senaat. Ze werd vervolgens verkozen tot lid van de Kamer van volksvertegenwoordigers voor de kieskring Hasselt-Tongeren-Maaseik van mei 1995 tot februari 1999. Bij de tweede rechtstreekse Vlaamse verkiezingen van 13 juni 1999 werd ze verkozen in de kieskring Hasselt-Tongeren-Maaseik. Midden januari 2001 stond ze haar zetel in het Vlaams Parlement af aan Hilde Claes.
In Limburg was ze van 2002 tot 2017 ook voorzitter van de provinciale Milieu- en Natuurraad. Ze is de moeder van gewezen Vlaams minister en gewezen Vlaams volksvertegenwoordiger Ingrid Lieten en van de Zonhovense politicus Sven Lieten.